# مغيلة (أولاد مكودو)
مغيلة هي إحدى مشيخات المملكة المغربية، تتبع جغرافيا لإقليم صفرو وإداريًا لأولاد مكودو. يقدر عدد سكانها بـ 1134 نسمة حسب الإحصاء الرسمي للسكان والسكنى لسنة 2004.